# Elecciones provinciales de Entre Ríos de 2007
Las elecciones generales de la Provincia de Entre Ríos se llevaron a cabo el día 18 de marzo de 2007 para elegir un gobernador y un vicegobernador, 17 senadores provinciales, 28 diputados provinciales, y presidentes y vicepresidentes municipales. El 28 de octubre de 2007 se eligió una convención constituyente para reformar la constitución provincial.

## Resultados

### Convención Constituyente
| Partido/Alianza       | Partido/Alianza                                         | Votos   | %     | Bancas | Electos |
| --------------------- | ------------------------------------------------------- | ------- | ----- | ------ | --- |
|                       | Frente Justicialista para la Victoria                   | 290.508 | 46,94 | 23/45  | Ver electos: - Jorge Pedro Busti - Julio Alberto Federik - Rosario Margarita Romero - Miguel Augusto Carlin - Raúl Enrique Barrandeguy - Sigrid Kunath - Guillermo César A. Martínez - Juan Carlos Cresto - Zulema Estela Schoenfeld - Héctor José Motta - José Ángel Allende - María Celeste Pérez - Jorge Salomón - Juan Carlos de los Santos Almada - Eda Raquel Caramelle - Luis Miguel Márquez - Raúl Abraham Taleb - Manuela Tomasa Chiesa - Gustavo Eduardo Díaz - Nelio Higinio Calza - Laura Inés Gastaldi - Mario Ricardo Heyde - Fernando Daniel Báez |
|                       | Unión Cívica Radical                                    | 115.219 | 18,62 | 9/45   | Ver electos: - Luis Agustín Brasesco - Griselda Liliana de Paoli - Juan Carlos Arralde - Fabián Duilio Rogel - Silvina Estela Cepeda - Rubén Alberto Villaverde - Jorge Daniel Monje - Raúl Darío Guy - Clidia Alba Allende |
|                       | Concertación Entrerriana                                | 109.687 | 17,72 | 8/45   | Ver electos: - Santiago Carlos A. Reggiardo (PS) - Adriana de la Cruz de Zabal (ARI) - Américo Schvartzman (PS) - Darío Roque Gianfelici (PS) - Carlos Claro Díaz (PS) - María Marcela Haiek (PS) - Gregorio Daniel Zabala (PS) - Emiliano Acharta (ARI) |
|                       | Viva Entre Ríos                                         | 58.778  | 9,50  | 4/45   | Ver electos: - Marciano Edgardo Martínez - Hermo Luis Pesuto - Flavia Pascualini - Augusto Alasino |
|                       | Recrear para el Crecimiento                             | 12.200  | 1,97  | 1/45   | - Martín J. Acevedo Miño |
|                       | Encuentro Amplio Entrerriano                            | 7.602   | 1,23  |        | |
|                       | Partido Popular de la Reconstrucción                    | 7.042   | 1,14  |        | |
|                       | Frente Amplio hacia la Unidad Latinoamericana (PC - PH) | 5.881   | 0,95  |        | |
|                       | Movimiento Socialista de los Trabajadores               | 4.892   | 0,79  |        | |
|                       | Partido Demócrata Cristiano                             | 3.683   | 0,60  |        | |
|                       | Política Abierta para la Integridad Social              | 2.777   | 0,45  |        | |
|                       | Acción por la República                                 | 653     | 0,11  |        | |
| Votos positivos       | Votos positivos                                         | 618.922 | 91,97 |        | |
| Votos en blanco       | Votos en blanco                                         | 46.284  | 6,88  |        | |
| Votos nulos           | Votos nulos                                             | 7.757   | 1,15  |        | |
| Participación         | Participación                                           | 672.963 | 77,23 |        | |
| Electores registrados | Electores registrados                                   | 871.391 | 100   |        | |
| Fuente:               |                                                         |         |       |        | |

### Gobernador y vicegobernador
| Fórmula                 | Fórmula               | Partido/Alianza       | Partido/Alianza                              | Votos   | %     |
| Gobernador              | Vicegobernador        | Partido/Alianza       | Partido/Alianza                              | Votos   | %     |
| ----------------------- | --------------------- | --------------------- | -------------------------------------------- | ------- | ----- |
| Sergio Urribarri        | José Lauritto         |                       | Frente Justicialista para la Victoria        | 294.407 | 47,00 |
| Gustavo Cusinato        | Alba Allende de López |                       | Unión Cívica Radical                         | 124.601 | 19,89 |
| Julio Solanas           | Enrique Cresto        |                       | Frente para la Victoria y la Justicia Social | 117.968 | 18,83 |
| Emilio Martínez Garbino | Eduardo Solari        |                       | Concertación Entrerriana                     | 53.328  | 8,51  |
| Agustín Addy            | Gloria Bollo          |                       | Propuesta Republicana                        | 17.486  | 2,79  |
| Bernardita Zalisñak     | Marta Arce            |                       | Partido Humanista                            | 7.901   | 1,26  |
| Fernando Breide Obeid   | Nora Bordato          |                       | Partido Popular de la Reconstrucción         | 6.553   | 1,05  |
| Gabriel Geist           | Emilio Jordán Cura    |                       | Movimiento Socialista de los Trabajadores    | 4.097   | 0,65  |
| Votos positivos         | Votos positivos       | Votos positivos       | Votos positivos                              | 626.341 | 94,06 |
| Votos en blanco         | Votos en blanco       | Votos en blanco       | Votos en blanco                              | 30.685  | 4,61  |
| Votos nulos             | Votos nulos           | Votos nulos           | Votos nulos                                  | 8.855   | 1,33  |
| Participación           | Participación         | Participación         | Participación                                | 665.881 | 77,00 |
| Electores registrados   | Electores registrados | Electores registrados | Electores registrados                        | 864.788 | 100   |
| Fuente:                 |                       |                       |                                              |         |       |

### Cámara de Diputados
| Partido/Alianza       | Partido/Alianza                              | Votos   | %     | Bancas | Electos |
| --------------------- | -------------------------------------------- | ------- | ----- | ------ | --- |
|                       | Frente Justicialista para la Victoria        | 288.650 | 47,24 | 15/28  | Ver electos: - Jorge Pedro Busti - José Ángel Allende - José Orlando Cáceres - Alicia Cristina Haidar - Horacio Fabián Flores - Jorge Alberto Kerz - Eduardo Abel Jourdan - Juan Carlos Almada - Hugo Daniel Vásquez - Patricia Teresa Díaz - Juan Alberto Bettendorff - Juan Domingo Zacarías - Jorge Daniel Bolzán - Héctor Darío Argain - Jorge Fernando Maier |
|                       | Unión Cívica Radical                         | 125.091 | 20,47 | 6/28   | Ver electos: - Jaime Pedro Benedetti - Alcides López - José María Miser - José Antonio Artusi - Domingo Luis Pando - José Oscar Cardoso |
|                       | Frente para la Victoria y la Justicia Social | 113.588 | 18,59 | 5/28   | Ver electos: - Hugo Oscar Berthet - Lidia Nogueira - Daniel Raúl G. Bescos - Rubén Francisco Adami - José Salim Jodor |
|                       | Concertación Entrerriana                     | 47.688  | 7,80  | 2/28   | Ver electos: - Héctor Eduardo de la Fuente - Ana Delia D'Angelo (GEN) |
|                       | Propuesta Republicana                        | 17.062  | 2,79  |        | |
|                       | Partido Humanista                            | 8.060   | 1,32  |        | |
|                       | Partido Popular de la Reconstrucción         | 6.865   | 1,21  |        | |
|                       | Movimiento Socialista de los Trabajadores    | 4.059   | 0,66  |        | |
| Votos positivos       | Votos positivos                              | 611.063 | 91,77 |        | |
| Votos en blanco       | Votos en blanco                              | 46.037  | 6,91  |        | |
| Votos nulos           | Votos nulos                                  | 8.781   | 1,32  |        | |
| Participación         | Participación                                | 665.881 | 77,00 |        | |
| Electores registrados | Electores registrados                        | 864.788 | 100   |        | |
| Fuente:               |                                              |         |       |        | |

### Cámara de Senadores
| Partido/Alianza       | Partido/Alianza                              | Votos   | %     | Bancas |
| --------------------- | -------------------------------------------- | ------- | ----- | ------ |
|                       | Frente Justicialista para la Victoria        | 285.368 | 46,25 | 14/17  |
|                       | Unión Cívica Radical                         | 127.198 | 20,62 | 1/17   |
|                       | Frente para la Victoria y la Justicia Social | 113.843 | 18,45 | 2/17   |
|                       | Concertación Entrerriana                     | 45.356  | 7,35  |        |
|                       | Propuesta Republicana                        | 17.923  | 2,90  |        |
|                       | Partido Humanista                            | 7.891   | 1,28  |        |
|                       | Partido Popular de la Reconstrucción         | 6.775   | 1,10  |        |
|                       | Frente para Todos                            | 6.177   | 1,00  |        |
|                       | Movimiento Socialista de los Trabajadores    | 3.949   | 0,64  |        |
|                       | Unidad Federalista                           | 1.275   | 0,21  |        |
|                       | La Red de Participación Popular              | 1.228   | 0,20  |        |
| Votos positivos       | Votos positivos                              | 616.983 | 92,71 |        |
| Votos en blanco       | Votos en blanco                              | 39.685  | 5,96  |        |
| Votos nulos           | Votos nulos                                  | 8.812   | 1,32  |        |
| Participación         | Participación                                | 665.480 | 76,95 |        |
| Electores registrados | Electores registrados                        | 864.788 | 100   |        |
| Fuente:               |                                              |         |       |        |

#### Resultados por departamentos
| Colón 1 Senador            | Colón 1 Senador                              | Colón 1 Senador | Colón 1 Senador | Colón 1 Senador             |
| Partido/Alianza            | Partido/Alianza                              | Votos           | %               | Electo                      |
| -------------------------- | -------------------------------------------- | --------------- | --------------- | --------------------------- |
|                            | Frente Justicialista para la Victoria        | 10.194          | 33,66           | - Oscar Rubén Arlettaz      |
|                            | Frente para la Victoria y la Justicia Social | 8.805           | 29,08           |                             |
|                            | Unión Cívica Radical                         | 8.503           | 28,08           |                             |
|                            | La Red de Participación Popular              | 1.228           | 4,06            |                             |
|                            | Concertación Entrerriana                     | 653             | 2,16            |                             |
|                            | Propuesta Republicana                        | 447             | 1,48            |                             |
|                            | Partido Humanista                            | 164             | 0,54            |                             |
|                            | Movimiento Socialista de los Trabajadores    | 160             | 0,53            |                             |
|                            | Partido Popular de la Reconstrucción         | 127             | 0,42            |                             |
| Votos positivos            | Votos positivos                              | 30.281          | 91,43           |                             |
| Votos en blanco            | Votos en blanco                              | 2.395           | 7,23            |                             |
| Votos nulos                | Votos nulos                                  | 445             | 1,34            |                             |
| Participación              | Participación                                | 33.121          | 80,10           |                             |
| Electores registrados      | Electores registrados                        | 41.350          | 100             |                             |
| Concordia 1 Senador        |                                              |                 |                 |                             |
| Partido/Alianza            | Partido/Alianza                              | Votos           | %               | Electo                      |
|                            | Frente Justicialista para la Victoria        | 39.915          | 52,43           | - Héctor José Strassera     |
|                            | Frente para la Victoria y la Justicia Social | 20.738          | 27,24           |                             |
|                            | Unión Cívica Radical                         | 5.687           | 7,47            |                             |
|                            | Propuesta Republicana                        | 3.294           | 4,33            |                             |
|                            | Concertación Entrerriana                     | 2.693           | 3,54            |                             |
|                            | Partido Humanista                            | 2.619           | 3,44            |                             |
|                            | Partido Popular de la Reconstrucción         | 706             | 0,93            |                             |
|                            | Movimiento Socialista de los Trabajadores    | 482             | 0,63            |                             |
| Votos positivos            | Votos positivos                              | 76.134          | 93,73           |                             |
| Votos en blanco            | Votos en blanco                              | 3.689           | 4,54            |                             |
| Votos nulos                | Votos nulos                                  | 1.402           | 1,73            |                             |
| Participación              | Participación                                | 81.225          | 73,83           |                             |
| Electores registrados      | Electores registrados                        | 110.021         | 100             |                             |
| Diamante 1 Senador         |                                              |                 |                 |                             |
| Partido/Alianza            | Partido/Alianza                              | Votos           | %               | Electo                      |
|                            | Frente Justicialista para la Victoria        | 12.531          | 51,88           | - Raúl Abraham Taleb        |
|                            | Unión Cívica Radical                         | 7.614           | 31,52           |                             |
|                            | Frente para la Victoria y la Justicia Social | 2.328           | 9,64            |                             |
|                            | Concertación Entrerriana                     | 857             | 3,55            |                             |
|                            | Propuesta Republicana                        | 306             | 1,27            |                             |
|                            | Partido Popular de la Reconstrucción         | 193             | 0,80            |                             |
|                            | Partido Humanista                            | 178             | 0,74            |                             |
|                            | Movimiento Socialista de los Trabajadores    | 147             | 0,61            |                             |
| Votos positivos            | Votos positivos                              | 24.154          | 92,19           |                             |
| Votos en blanco            | Votos en blanco                              | 1.787           | 6,82            |                             |
| Votos nulos                | Votos nulos                                  | 259             | 0,99            |                             |
| Participación              | Participación                                | 26.200          | 76,46           |                             |
| Electores registrados      | Electores registrados                        | 34.268          | 100             |                             |
| Federación 1 Senador       |                                              |                 |                 |                             |
| Partido/Alianza            | Partido/Alianza                              | Votos           | %               | Electo                      |
|                            | Frente Justicialista para la Victoria        | 15.565          | 47,46           | - José Luis Panozzo         |
|                            | Unión Cívica Radical                         | 11.721          | 35,74           |                             |
|                            | Frente para la Victoria y la Justicia Social | 4.220           | 12,87           |                             |
|                            | Concertación Entrerriana                     | 495             | 1,51            |                             |
|                            | Propuesta Republicana                        | 357             | 1,09            |                             |
|                            | Partido Humanista                            | 197             | 0,60            |                             |
|                            | Partido Popular de la Reconstrucción         | 132             | 0,40            |                             |
|                            | Movimiento Socialista de los Trabajadores    | 108             | 0,33            |                             |
| Votos positivos            | Votos positivos                              | 32.795          | 96,08           |                             |
| Votos en blanco            | Votos en blanco                              | 948             | 2,78            |                             |
| Votos nulos                | Votos nulos                                  | 389             | 1,14            |                             |
| Participación              | Participación                                | 34.132          | 77,93           |                             |
| Electores registrados      | Electores registrados                        | 43.801          | 100             |                             |
| Federal 1 Senador          |                                              |                 |                 |                             |
| Partido/Alianza            | Partido/Alianza                              | Votos           | %               | Electo                      |
|                            | Unión Cívica Radical                         | 6.074           | 45,17           | - Rubén Eusebio Ruiz        |
|                            | Frente Justicialista para la Victoria        | 5.899           | 43,87           |                             |
|                            | Frente para la Victoria y la Justicia Social | 1.191           | 8,86            |                             |
|                            | Concertación Entrerriana                     | 151             | 1,12            |                             |
|                            | Propuesta Republicana                        | 55              | 0,41            |                             |
|                            | Partido Humanista                            | 47              | 0,35            |                             |
|                            | Partido Popular de la Reconstrucción         | 30              | 0,22            |                             |
| Votos positivos            | Votos positivos                              | 13.447          | 95,25           |                             |
| Votos en blanco            | Votos en blanco                              | 598             | 4,24            |                             |
| Votos nulos                | Votos nulos                                  | 72              | 0,51            |                             |
| Participación              | Participación                                | 14.117          | 79,36           |                             |
| Electores registrados      | Electores registrados                        | 17.789          | 100             |                             |
| Feliciano 1 Senador        |                                              |                 |                 |                             |
| Partido/Alianza            | Partido/Alianza                              | Votos           | %               | Electo                      |
|                            | Frente Justicialista para la Victoria        | 3.738           | 50,30           | - Victorio Rosario Firpo    |
|                            | Unión Cívica Radical                         | 1.880           | 25,30           |                             |
|                            | Frente para la Victoria y la Justicia Social | 1.339           | 18,02           |                             |
|                            | Concertación Entrerriana                     | 402             | 5,41            |                             |
|                            | Partido Humanista                            | 38              | 0,51            |                             |
|                            | Movimiento Socialista de los Trabajadores    | 20              | 0,27            |                             |
|                            | Partido Popular de la Reconstrucción         | 15              | 0,20            |                             |
| Votos positivos            | Votos positivos                              | 7.432           | 96,86           |                             |
| Votos en blanco            | Votos en blanco                              | 187             | 2,44            |                             |
| Votos nulos                | Votos nulos                                  | 54              | 0,70            |                             |
| Participación              | Participación                                | 7.673           | 75,40           |                             |
| Electores registrados      | Electores registrados                        | 10.177          | 100             |                             |
| Gualeguay 1 Senador        |                                              |                 |                 |                             |
| Partido/Alianza            | Partido/Alianza                              | Votos           | %               | Electo                      |
|                            | Frente Justicialista para la Victoria        | 11.612          | 46,02           | - Hernán Darío Vittulo      |
|                            | Frente para la Victoria y la Justicia Social | 6.497           | 25,75           |                             |
|                            | Frente para Todos                            | 6.177           | 24,48           |                             |
|                            | Partido Humanista                            | 526             | 2,08            |                             |
|                            | Propuesta Republicana                        | 199             | 0,79            |                             |
|                            | Movimiento Socialista de los Trabajadores    | 118             | 0,47            |                             |
|                            | Partido Popular de la Reconstrucción         | 102             | 0,40            |                             |
| Votos positivos            | Votos positivos                              | 25.231          | 90,90           |                             |
| Votos en blanco            | Votos en blanco                              | 2.118           | 7,63            |                             |
| Votos nulos                | Votos nulos                                  | 407             | 1,47            |                             |
| Participación              | Participación                                | 27.756          | 73,20           |                             |
| Electores registrados      | Electores registrados                        | 37.916          | 100             |                             |
| Gualeguaychú 1 Senador     |                                              |                 |                 |                             |
| Partido/Alianza            | Partido/Alianza                              | Votos           | %               | Electo                      |
|                            | Frente Justicialista para la Victoria        | 23.162          | 43,30           | - Osvaldo Daniel Chesini    |
|                            | Concertación Entrerriana                     | 19.502          | 36,46           |                             |
|                            | Unión Cívica Radical                         | 6.638           | 12,41           |                             |
|                            | Frente para la Victoria y la Justicia Social | 2.454           | 4,59            |                             |
|                            | Propuesta Republicana                        | 635             | 1,19            |                             |
|                            | Partido Humanista                            | 484             | 0,90            |                             |
|                            | Movimiento Socialista de los Trabajadores    | 330             | 0,62            |                             |
|                            | Partido Popular de la Reconstrucción         | 282             | 0,53            |                             |
| Votos positivos            | Votos positivos                              | 53.487          | 87,84           |                             |
| Votos en blanco            | Votos en blanco                              | 6.596           | 10,83           |                             |
| Votos nulos                | Votos nulos                                  | 808             | 1,33            |                             |
| Participación              | Participación                                | 60.891          | 77,47           |                             |
| Electores registrados      | Electores registrados                        | 78.602          | 100             |                             |
| Islas del Ibicuy 1 Senador |                                              |                 |                 |                             |
| Partido/Alianza            | Partido/Alianza                              | Votos           | %               | Electo                      |
|                            | Frente Justicialista para la Victoria        | 2.946           | 46,38           | - César Eduardo Melchiori   |
|                            | Unión Cívica Radical                         | 1.441           | 22,69           |                             |
|                            | Unidad Federalista                           | 1.275           | 20,07           |                             |
|                            | Propuesta Republicana                        | 397             | 6,25            |                             |
|                            | Concertación Entrerriana                     | 166             | 2,61            |                             |
|                            | Frente para la Victoria y la Justicia Social | 116             | 1,83            |                             |
|                            | Movimiento Socialista de los Trabajadores    | 11              | 0,17            |                             |
| Votos positivos            | Votos positivos                              | 6.352           | 96,65           |                             |
| Votos en blanco            | Votos en blanco                              | 180             | 2,74            |                             |
| Votos nulos                | Votos nulos                                  | 40              | 0,61            |                             |
| Participación              | Participación                                | 6.572           | 74,14           |                             |
| Electores registrados      | Electores registrados                        | 8.864           | 100             |                             |
| La Paz 1 Senador           |                                              |                 |                 |                             |
| Partido/Alianza            | Partido/Alianza                              | Votos           | %               | Electo                      |
|                            | Frente Justicialista para la Victoria        | 16.501          | 49,68           | - Aldo Alberto Ballestena   |
|                            | Frente para la Victoria y la Justicia Social | 7.311           | 22,01           |                             |
|                            | Unión Cívica Radical                         | 6.309           | 18,99           |                             |
|                            | Concertación Entrerriana                     | 1.670           | 5,03            |                             |
|                            | Propuesta Republicana                        | 759             | 2,29            |                             |
|                            | Partido Popular de la Reconstrucción         | 330             | 0,99            |                             |
|                            | Partido Humanista                            | 202             | 0,61            |                             |
|                            | Movimiento Socialista de los Trabajadores    | 133             | 0,40            |                             |
| Votos positivos            | Votos positivos                              | 33.215          | 93,10           |                             |
| Votos en blanco            | Votos en blanco                              | 2.110           | 5,91            |                             |
| Votos nulos                | Votos nulos                                  | 351             | 0,98            |                             |
| Participación              | Participación                                | 35.676          | 74,52           |                             |
| Electores registrados      | Electores registrados                        | 47.876          | 100             |                             |
| Nogoyá 1 Senador           |                                              |                 |                 |                             |
| Partido/Alianza            | Partido/Alianza                              | Votos           | %               | Electo                      |
|                            | Frente Justicialista para la Victoria        | 9.441           | 42,50           | - Aurelio Juan Suárez       |
|                            | Unión Cívica Radical                         | 6.156           | 27,71           |                             |
|                            | Frente para la Victoria y la Justicia Social | 5.337           | 24,03           |                             |
|                            | Propuesta Republicana                        | 432             | 1,94            |                             |
|                            | Concertación Entrerriana                     | 417             | 1,88            |                             |
|                            | Movimiento Socialista de los Trabajadores    | 186             | 0,84            |                             |
|                            | Partido Popular de la Reconstrucción         | 141             | 0,63            |                             |
|                            | Partido Humanista                            | 103             | 0,46            |                             |
| Votos positivos            | Votos positivos                              | 22.213          | 94,49           |                             |
| Votos en blanco            | Votos en blanco                              | 1.104           | 1,70            |                             |
| Votos nulos                | Votos nulos                                  | 192             | 0,82            |                             |
| Participación              | Participación                                | 23.509          | 79,52           |                             |
| Electores registrados      | Electores registrados                        | 29.565          | 100             |                             |
| Paraná 1 Senador           |                                              |                 |                 |                             |
| Partido/Alianza            | Partido/Alianza                              | Votos           | %               | Electo                      |
|                            | Frente Justicialista para la Victoria        | 79.261          | 45,40           | - Santiago Nolberto Gaitán  |
|                            | Unión Cívica Radical                         | 43.577          | 24,96           |                             |
|                            | Frente para la Victoria y la Justicia Social | 23.903          | 13,69           |                             |
|                            | Concertación Entrerriana                     | 12.357          | 7,08            |                             |
|                            | Propuesta Republicana                        | 7.109           | 4,07            |                             |
|                            | Partido Popular de la Reconstrucción         | 4.104           | 2,35            |                             |
|                            | Partido Humanista                            | 2.552           | 1,46            |                             |
|                            | Movimiento Socialista de los Trabajadores    | 1.726           | 0,99            |                             |
| Votos positivos            | Votos positivos                              | 174.589         | 92,53           |                             |
| Votos en blanco            | Votos en blanco                              | 11.043          | 5,85            |                             |
| Votos nulos                | Votos nulos                                  | 3.043           | 1,61            |                             |
| Participación              | Participación                                | 188.675         | 78,42           |                             |
| Electores registrados      | Electores registrados                        | 240.589         | 100             |                             |
| San Salvador 1 Senador     |                                              |                 |                 |                             |
| Partido/Alianza            | Partido/Alianza                              | Votos           | %               | Electo                      |
|                            | Frente para la Victoria y la Justicia Social | 4.861           | 48,55           | - Horacio Rubén Díaz        |
|                            | Frente Justicialista para la Victoria        | 3.028           | 30,24           |                             |
|                            | Unión Cívica Radical                         | 1.793           | 17,91           |                             |
|                            | Concertación Entrerriana                     | 197             | 1,97            |                             |
|                            | Partido Humanista                            | 62              | 0,62            |                             |
|                            | Propuesta Republicana                        | 59              | 0,59            |                             |
|                            | Movimiento Socialista de los Trabajadores    | 8               | 0,08            |                             |
|                            | Partido Popular de la Reconstrucción         | 4               | 0,04            |                             |
| Votos positivos            | Votos positivos                              | 10.012          | 96,05           |                             |
| Votos en blanco            | Votos en blanco                              | 349             | 3,35            |                             |
| Votos nulos                | Votos nulos                                  | 63              | 0,60            |                             |
| Participación              | Participación                                | 10.424          | 82,37           |                             |
| Electores registrados      | Electores registrados                        | 12.655          | 100             |                             |
| Tala 1 Senador             |                                              |                 |                 |                             |
| Partido/Alianza            | Partido/Alianza                              | Votos           | %               | Electo                      |
|                            | Frente para la Victoria y la Justicia Social | 6.264           | 40,66           | - Juan Reynaldo Navarro     |
|                            | Frente Justicialista para la Victoria        | 4.744           | 30,80           |                             |
|                            | Unión Cívica Radical                         | 3.880           | 25,19           |                             |
|                            | Concertación Entrerriana                     | 276             | 1,79            |                             |
|                            | Propuesta Republicana                        | 93              | 0,60            |                             |
|                            | Partido Humanista                            | 83              | 0,54            |                             |
|                            | Movimiento Socialista de los Trabajadores    | 35              | 0,23            |                             |
|                            | Partido Popular de la Reconstrucción         | 30              | 0,19            |                             |
| Votos positivos            | Votos positivos                              | 15.405          | 96,02           |                             |
| Votos en blanco            | Votos en blanco                              | 555             | 3,46            |                             |
| Votos nulos                | Votos nulos                                  | 84              | 0,52            |                             |
| Participación              | Participación                                | 16.044          | 79,77           |                             |
| Electores registrados      | Electores registrados                        | 20.114          | 100             |                             |
| Uruguay 1 Senador          |                                              |                 |                 |                             |
| Partido/Alianza            | Partido/Alianza                              | Votos           | %               | Electo                      |
|                            | Frente Justicialista para la Victoria        | 27.052          | 55,32           | - Carlos Guillermo Schepens |
|                            | Frente para la Victoria y la Justicia Social | 8.373           | 17,12           |                             |
|                            | Unión Cívica Radical                         | 5.693           | 11,64           |                             |
|                            | Propuesta Republicana                        | 3.370           | 6,86            |                             |
|                            | Concertación Entrerriana                     | 3.272           | 6,69            |                             |
|                            | Partido Humanista                            | 486             | 0,99            |                             |
|                            | Partido Popular de la Reconstrucción         | 350             | 0,72            |                             |
|                            | Movimiento Socialista de los Trabajadores    | 305             | 0,62            |                             |
| Votos positivos            | Votos positivos                              | 48.901          | 90,79           |                             |
| Votos en blanco            | Votos en blanco                              | 4.269           | 7,93            |                             |
| Votos nulos                | Votos nulos                                  | 694             | 1,29            |                             |
| Participación              | Participación                                | 53.864          | 75,86           |                             |
| Electores registrados      | Electores registrados                        | 71.002          | 100             |                             |
| Victoria 1 Senador         |                                              |                 |                 |                             |
| Partido/Alianza            | Partido/Alianza                              | Votos           | %               | Electo                      |
|                            | Frente Justicialista para la Victoria        | 8.295           | 44,69           | - Carlos Aníbal Garbelino   |
|                            | Frente para la Victoria y la Justicia Social | 6.699           | 36,09           |                             |
|                            | Unión Cívica Radical                         | 2.525           | 13,60           |                             |
|                            | Concertación Entrerriana                     | 739             | 3,98            |                             |
|                            | Partido Popular de la Reconstrucción         | 118             | 0,64            |                             |
|                            | Propuesta Republicana                        | 116             | 0,62            |                             |
|                            | Movimiento Socialista de los Trabajadores    | 71              | 0,38            |                             |
| Votos positivos            | Votos positivos                              | 18.563          | 92,69           |                             |
| Votos en blanco            | Votos en blanco                              | 1.042           | 5,20            |                             |
| Votos nulos                | Votos nulos                                  | 217             | 1,08            |                             |
| Participación              | Participación                                | 19.822          | 78,27           |                             |
| Electores registrados      | Electores registrados                        | 25.586          | 100             |                             |
| Villaguay 1 Senador        |                                              |                 |                 |                             |
| Partido/Alianza            | Partido/Alianza                              | Votos           | %               | Electo                      |
|                            | Frente Justicialista para la Victoria        | 11.484          | 46,36           | - Jorge Armando Ghirardi    |
|                            | Unión Cívica Radical                         | 7.707           | 31,11           |                             |
|                            | Frente para la Victoria y la Justicia Social | 3.407           | 13,75           |                             |
|                            | Concertación Entrerriana                     | 1.509           | 6,09            |                             |
|                            | Propuesta Republicana                        | 295             | 1,19            |                             |
|                            | Partido Humanista                            | 150             | 0,61            |                             |
|                            | Partido Popular de la Reconstrucción         | 111             | 0,45            |                             |
|                            | Movimiento Socialista de los Trabajadores    | 109             | 0,44            |                             |
| Votos positivos            | Votos positivos                              | 24.772          | 96,09           |                             |
| Votos en blanco            | Votos en blanco                              | 715             | 2,77            |                             |
| Votos nulos                | Votos nulos                                  | 292             | 1,13            |                             |
| Participación              | Participación                                | 25.779          | 74,48           |                             |
| Electores registrados      | Electores registrados                        | 34.613          | 100             |                             |